# Urban (tidning)
Urban var en dansk gratistidning som ägs av Berlingske Media. 
Tidningen började ges ut den 24 september 2001, och den distribueras på exempelvis järnvägsstationer, i bussar och på bibliotek. Chefredaktör för tidningen var Dorthe Carlsen och man har redaktioner i Köpenhamn och i Århus.
Tidningen gjorde förluster från början 2001. Berlingske-koncernen har redan avvecklat tidningen Dato. Urban hade 28 redaktionsanställda och 28 anställda i övrig verksamhet 2007. I Köpenhamn fanns 2007 fyra större gratistidningar: Urban, Nyhedsavisen, 24timer och MetroXpress.
Piet Bakker, universitetet i Amsterdam menar att den digitala utgivningen av Urban inte är allvarligt menad. Urban blev offret i gratistidningskonkurrensen. Tidningarna har gjort stora förluster. Urbans läsekrets minskade från 600 000 läsare 2006 till 233 000 läsare 2011. Efter nedläggningen av Urban fanns bara två gratisdagstidningar i Danmark, MetroXpress och 24timer. År 2007 fanns det elva gratistidningar med över två miljoner i upplaga. Urbans största konkurrent på den danska marknaden för gratistidningar var den danska utgåvan av tidningen Metro, MetroXpress. Urban lades ner 12 januari 2012.